# Birmingham Hammers
O Birmingham Hammers foi um clube de futebol americano sediado em Birmingham, Alabama, mas jogavam em Vestavia Hills, Alabama. Eles competiram na quarta divisão USL League Two. Os Hammers também jogaram na liga de quarta divisão National Premier Soccer League de 2016 a 2017. Em 30 de novembro de 2018, o clube foi extinto para dar lugar ao Birmingham Legion FC.

## História
O clube foi fundado como um esforço de base no início de meados de 2013 pelos residentes de Birmingham, Morgan Copes e John Killian. Os dois formaram o clube depois que se formaram na faculdade, na esperança de atrair o interesse do cenário do futebol da região. Mais tarde, os fundadores incluíram Evon Noyes, Eric Lopez e Wade Honeycutt. Após a divulgação contínua, o grupo foi capaz de formar um clube formal ao longo de 2014 e, em 2015, o Hammers colocou em campo sua primeira equipe, que jogou amistosos independentes durante a primavera e o verão de 2015.
Em 1º de outubro de 2015, foi anunciado que os Hammers se juntariam à quarta divisão NPSL.